# Valerius Valens
Aurelius Valerius Valens (n. secolul al III-lea d.Hr. – d. martie 317 d.Hr.) a fost un împărat roman în perioada 316 - 1 martie 317. 